# Patuca
Patuca (hiszp. Río Patuca) – rzeka we północno-wschodnim Hondurasie, najdłuższa rzeka tego kraju. Jej długość wynosi około 320 km, a od źródeł jednej z rzek źródłowych – 523 km. 
Powstaje z połączenia dwóch rzek Guayape i Guayambre w okolicach miasta Juticalpa. Płynie w kierunku północno-wschodnim i uchodzi deltą do Morza Karaibskiego.